# Хурма ромболистная
Хурма ромболистная (лат. Diospyros rhombifolia) — вид деревянистых растений рода Хурма (Diospyros) семейства Эбеновые (Ebenaceae).

## Ботаническое описание

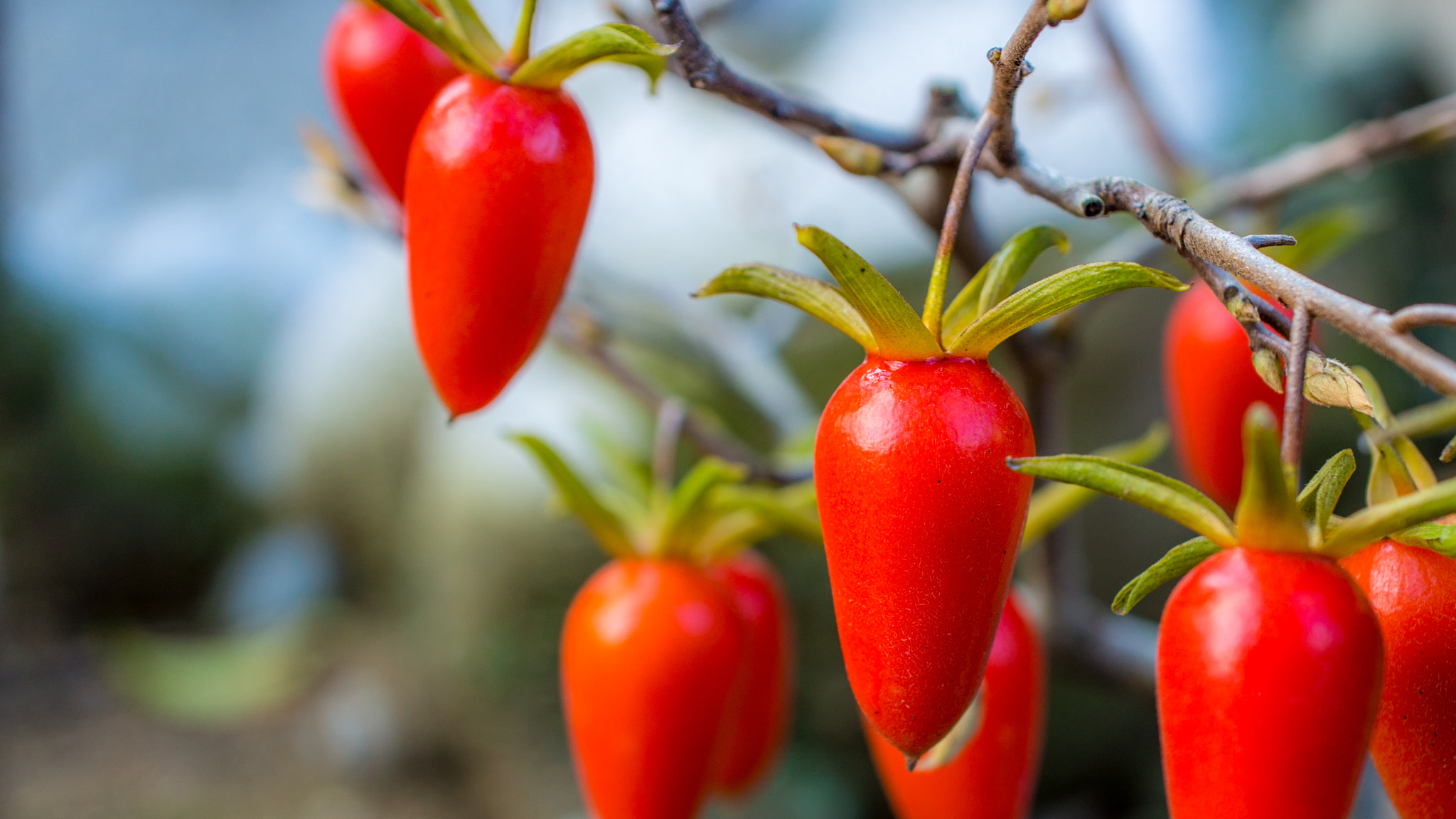
Плоды

Листопадное дерево. Крона тернистая, с переплетающимися стволами и многочисленными веточками. Стволы гладкие, серые, с толстыми колючками. Листья очерёдные, простые, эллиптические, длиной от 4 до 8 см и шириной от 1,8 до 3,8 см, цельные, на коротком черешке. Листовая пластинка заострённая на вершине, с клиновидным основанием, тёмно-зелёная и блестящая, с тыльной стороны более бледная с желтоватым опушением.
Мужские цветки на ножке длиной 7 мм, женские цветки на ножке 1,8 см длиной, венчик кувшинчатый, 6—8 мм, кремовый, с отвёрнутыми наружу четырьмя лопастями. Чашечка зелёная с широкотреугольными лопастями 1,5—2,0 см длиной. Плод — оранжевая блестящая ягода, несъедобная, мясистая, яйцевидная, длиной от 1,5 до 2,5 см, с 4 чашелистиками в основании. В каждой ягоде может быть по 2—4 семени. Семена плоские, коричневые, гладкие, в форме полудиска, 1 см длиной.

## Распространение и экология
Естественно произрастает в лесах по берегам рек, на высоте 300—800 метров над уровнем моря в восточном Китае (Аньхой, Фуцзянь, Цзянсу, Цзянси, Чжэцзян).

## Хозяйственное значение и применение

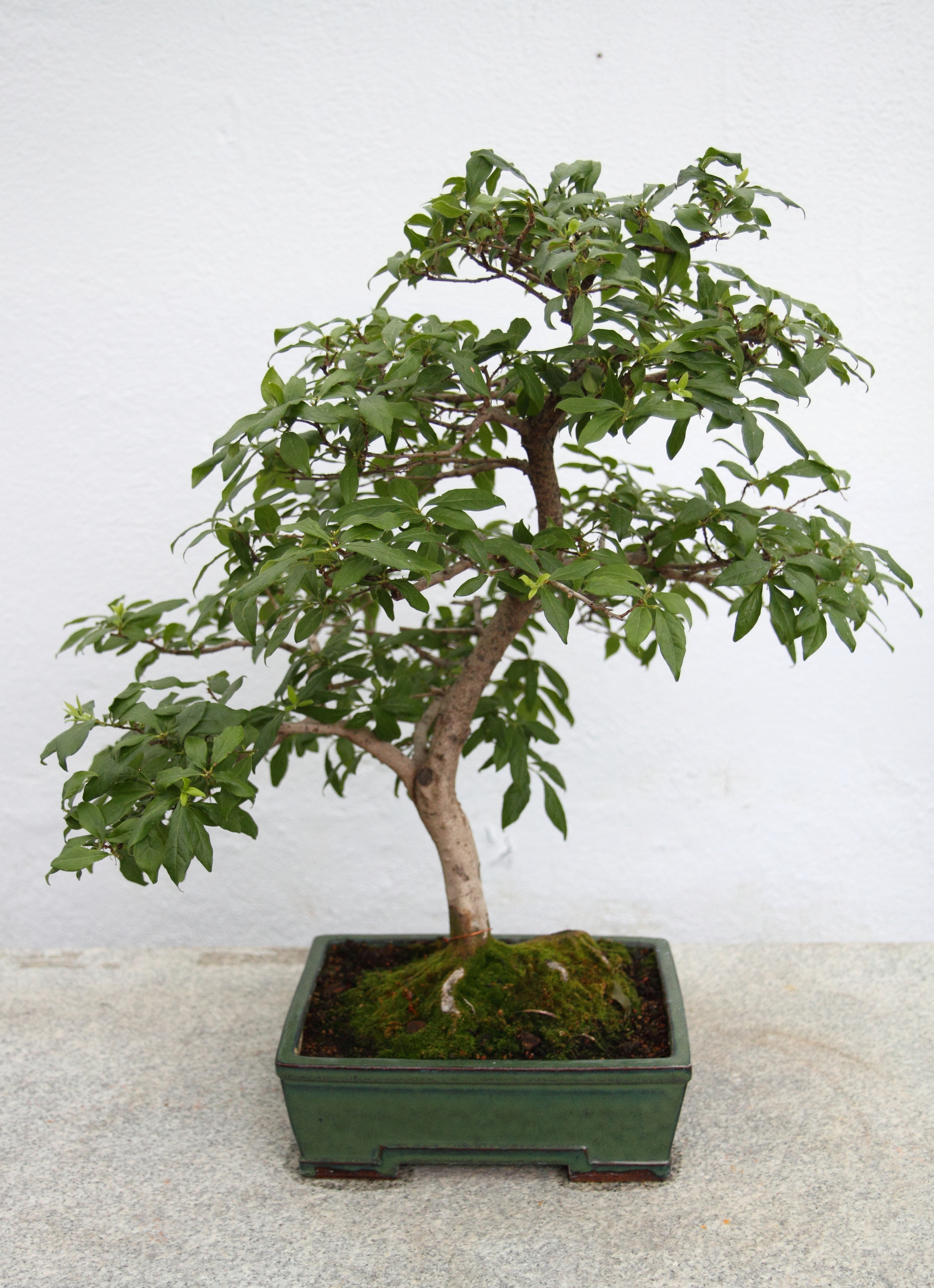
Бонсай

Декоративное растение, подходит для бонсай. В некоторых странах используется в качестве подвоя для других видов хурмы. Из незрелых плодов добывают сок для производства лака, используемого при гидроизоляции рыболовных сетей, клеёнок.